# Стародубски полк
Стародубският полк (известен още като Стародубщина) е административно-териториална, военна и съдебна единица на Казашкото хетманство и (след неговото анексиране) на Руската империя, съществувала от средата на XVII век до 1781 г.
Полкови град (областен град) е бил град Стародуб. Днес той окръжен център на Стародубски общински окръг в Брянска област на Русия.

## История
Стародубският полк е бил най-обширният от всичките десет полка на Казашкото хетманство. В неговия състав са влизали древните градове Стародуб и Новгород Северски, които някога са били столици на независимите Стародубско княжество (от средата на XII век до 1517 г.) и Новгород-Северско княжество (от 1097 до 1523 г.) в историко-географска област Северщина. След образуването на Руското царство и Великото литовско княжество, Москва и Литва водят война за земите на Северщината и си ги поделят помежду си.
Полувековната зависимост на Северщината от Великото литовско княжество не е заличила изконно православната вяра на нейното население. Когато католическа Литва иска да католицизира хората от Северщината, те се противопоставят на това толкова активно, че Москва успява, възползвайки се от това, без война да постигне отделянето на Северщината от Литва и да я присъедини към Руската държава.
След обединението си с Кралство Полша, Великото литовско княжество продължава през целия XVI век да полага усилия да си върне Северщината. Въпреки това, всички усилия на Полско-литовската държава остават неуспешни до началото на XVII век, когато руската държава, изтощена от Смутното време, трябва да отстъпи пред претенциите на съседа за Северщината. През 1618 г. според Деулинското примирие, което след това е одобрено през 1634 г. с Поляновския договор, Северщината е отстъпена на Литва.
Като част Полско-литовската държава, Стародубщината влиза в състава на Смоленското воеводство, въпреки че тя не е териториално свързана с основната му част, а е негов ексклав.
След като завладява Стародубщината, Полско-литовската държава отново прави опит да установи католическата вяра тук, което предизвика допълнително недоволство сред местното население. Следователно казашката армия на Богдан Хмелницки през 1648 г. не е имала особени затруднения да изгони оттук новоизпечените полски господари и техните привърженици. След няколко години тежка въоръжена конфронтация с Полско-литовската държава, казаците били принудени да се обърнат към Московското царство с молба да приеме малкоруските казаци в състава си.

## Произход на административната единица от военна единица
След Зборовския договор, през 1649 г. са съставени „регистри на цялата Запорожка войска“, разделена на полкове, като полковете от лявата страна на река Днепър са подразделени на сотни. Това деление на казашката Запорожка войска на полкове и сотни служи като основа за формирането на административния апарат на Казашкото хетманство в периода след прогонването на поляците и рухването на устроената от тях административна система. Начело на цивилната администрация в даден регион често заставал полковникът на полка, в чийто състав влизало населението на дадения регион. Така полковниците командвали не само военните части в региона (мъжете военослужещи), но и цялото население (жени, деца, старци). Вследствие полкът започва да се изразява не само като военна, но и като цивилна териториално-административна единица на новооснованата казашка държава – Казашко хетманство; то е разделено на няколко административни области, наречени полкове. Всеки един административен полк бил подразделен от своя страна на няколко части, чието наименование било заимствсано от подразделението на военния полк, и се наричали сотня. Полковниците и сотниците обединявали в ръцете си както военната, така и гражданската власт, като последната включвала освен административната, така и съдебната власт.
През 1654 г. Стародубският полк става част от Нежинския полк като автономна територия, която се оглавява от заместник-полковник. След идването на власт на Иван Брюховецки като държавен глава на Казашкото хетманство през 1663 г., той провежда административна реформа, насочена към отшлакване на огромния Нижински полк, който бил доминиран от привърженици на неговия политически опонент – нежинския полковник Василий Золотаренко. Множество територии са отцепени от Нежинския полк  и са обявени за отделни административни единици като една от тях е Стародубският полк.
През 1668 г. Петро Дорошенко, който окупира Левобрежна Украйна и отблъсква Иван Брюховецки на юг, създава Новгород-Северски полк от сотници на Нежинския и Стародубския полк. Но новият хетман на Левобрежна Украйна – Демян Многохришни – в началото на 1669 г. премахва Новгород-Северския полк и възстановява предишното административно деление.
В Малорусия, след провеждането на съдебната реформа от 1763 г., полкове са подразделени на повети, отговорни за съдебните дела. Стародубският полк бил подразделен на два повета – Стародубски и Погарски повет. Във всеки повет е създаден земски съд, разположен в поветския град.
В периода 1764–1781 г. Стародубският полк е част от Малоруска губерния. С указ на Екатерина II през 1782 г. територията на Стародубския полк става част от новосформираното Новгород-Северско наместничество, а от 1802 г. съставлява северната част на Черниговска губерния на Руската империя. Град Чернигов днес е в Украйна, а Стародуб в Русия; т. е. територията на някогашния Стародубски полк е в граничната зона между днешните държави Русия и Украйна.
От казаците на Стародубския полк през 1783 г. е сформиран полк на руската армия – Стародубски 34-ти драгунски полк (от 1908 г. е преименуван на 12-ти драгунски полк).
През 1919 г. по-голямата част от територията на бившия Стародубски полк става част от Руската съветска федеративна социалистическа република, а днес принадлежи към Брянска област на Руската федерация.

## География
Стародубският полк се разполагал по средното течение на река Десна, включително по течението на нейния приток – река Судост, също по горното течение на река Снов и средните течения на реките Ипут и Бесед. Цялото това пространство e било покрито с почти непрекъснати гори, значителна част от които са се били сахранили в първоначалния си вид чак до началото на XVIII век. Заселването на територията е станало главно в посока от югоизток на северозапад.
Големи части от територията на полка са били собственост на манастира Киево-Печорската лавра. След църковната реформа на патриарх Никон в края на 1660 г. на територията на Стародубския полк възникват около две дузини слободи (селища) на заселници- староверци.
Редица градове в Стародубския полк получават магдебургското градско право: Стародуб, Почеп, Погар, Мглин, Новгород-Северски.
Стародубският полк бил най-големият доставчик на кълчища, конопено масло, мед и восък за външния пазар в Малорусия.

## Административно деление
Първоначално Стародубският полк се състял от 10 сотни (полкова Стародубска, Новгород-Северска, Шептаковска, Погарска, Почепска, Мглинская Дроковска, Поповогорска, Бобовицкая и Топалска), по-късно сотното деление се променя.
През 1763 г. на територията на полка са създадени два съдебни района – Стародубски и Погарски, а през 1766 г. три комисариата – Стародубски, Топалски и Новгород-Северски. Според преброяването на населението от 1764 г. полкът се състоял от 12 сотни, 7.050 изборни казаци, 18.107 казаци-подмощници и 147.629 жечпосполити.
Към момента на разформироването на полка (1781 г.) той включвал следните сотни: две полкови Стародубски сотни, две Почепски сотни, една Новоместска сотня, Топалска сотня, Мглинска сотня, Бакланска сотня, Погарская сотня, Новгородска сотня (Новгород-Северска) и Шептаковска сотня. Към този момент на територията на Стародубския полк е имало 4 града, 3 мястечко и 1118 други селища.